# Kaneyoshi Muto
Kaneyoshi Muto (武藤金義?  romanizado Kaneyoshi Mutō) (Aichi, 8 de agosto de 1916 – Canal de Bungo, 24 de julio de 1945) fue un piloto de combate y as de la aviación de la Armada Imperial Japonesa.

## Biografía
Kaneyoshi Muto nació en una familia humilde de la prefectura de Aichi en 1916. A los 19 años se alistó en la Armada Imperial Japonesa y después de una breve formación en el destructor Uranami, solicitó el traslado a la unidad de aviación. En julio de 1936 se graduó como aviador naval y de inmediato fue asignado al Grupo Aéreo de Ōmura, participando en misiones bélicas del Imperio Japonés en Filipinas y las Indias Orientales Neerlandesas (actual Indonesia). Su primera victoria llegó en la Batalla de Nankín el 4 de diciembre de 1937, en la que derribó un Polikarpov I-16 soviético.
Durante la Segunda Guerra Mundial, Muto estuvo destinado en la segunda guerra sino-japonesa y en la campaña de Filipinas. El 8 de diciembre de 1941, durante esa última contienda, tomó parte de los ataques a los aeródromos de Iba y Clark, vitales para reducir a la mitad las unidades de combate de las fuerzas aéreas estadounidenses. Más tarde participó en combates sobre las Islas Salomón y Nueva Guinea, y en 1944 luchó junto con el piloto Saburō Sakai en la isla de Iwo Jima. Después de esa campaña, el propio Sakai llegaría a definirle como «el piloto más duro de la Armada Imperial».
A finales de 1944 pasó a integrar la 343ª Compañía de Aviación Naval (Kokutai 343), formada por los pilotos más experimentados del ejército nipón y bajo las órdenes del capitán Minoru Genda. En ese sentido, Kaneyoshi tuvo que reemplazar a Soichi Sugita, recientemente caído en combate y con más de 70 aviones derribados. La flota consiguió repeler los ataques de las fuerzas aliadas, y el 16 de febrero de 1945 se atribuyó a Muto el haberse enfrentado en solitario a una docena de Grumman F6F Hellcat, consiguiendo derribar a cuatro. Durante su etapa en esa unidad pudo pilotar el avanzado caza Kawanishi Shiden-Kai.
Muto continuó luchando hasta su muerte el 24 de julio de 1945. Ese día, los pilotos estadounidense consiguieron derribar su avión sobre el canal de Bungo.
Fuentes del ejército nipón le reconocen un total de 35 aviones enemigos derribados, aunque la Fuerza Aérea de los Estados Unidos reduce la cifra a 28 bajas.